# Miner riberenc alabarrat
El miner riberenc alabarrat (Cinclodes fuscus) és una espècie d'ocell de la família dels furnàrids (Furnariidae) que habita corrents fluvials, roques i prats humits de Xile i nord-oest, centre i est de l'Argentina, cap al sud fins Terra del Foc.